# Vendrogno
Vendrogno – miejscowość i gmina we Włoszech, w regionie Lombardia, w prowincji Lecco.
Według danych na rok 2004 gminę zamieszkiwało 328 osób, 29,8 os./km².